# Mary Lura Sherrill

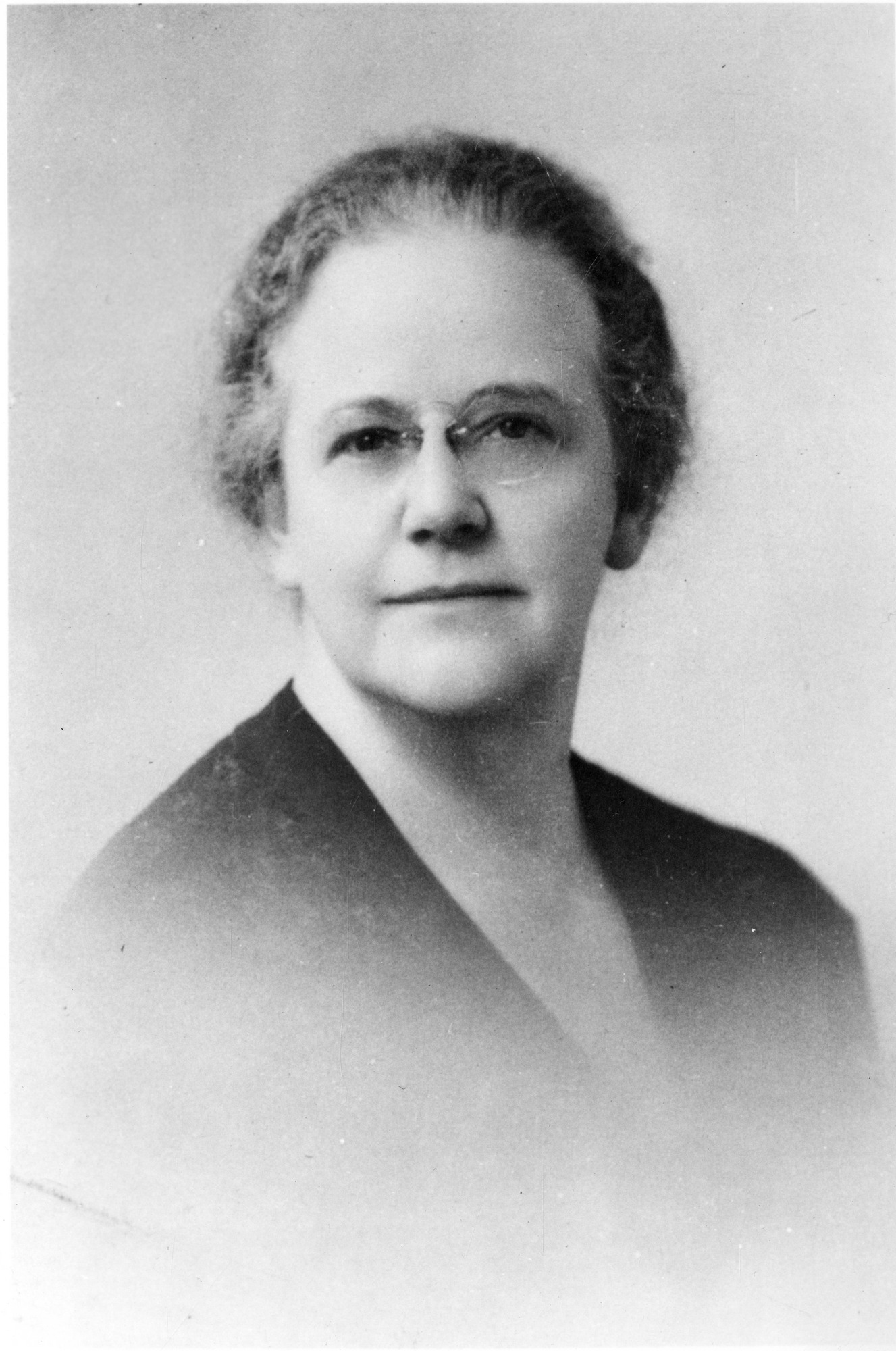
Mary Lura Sherrill

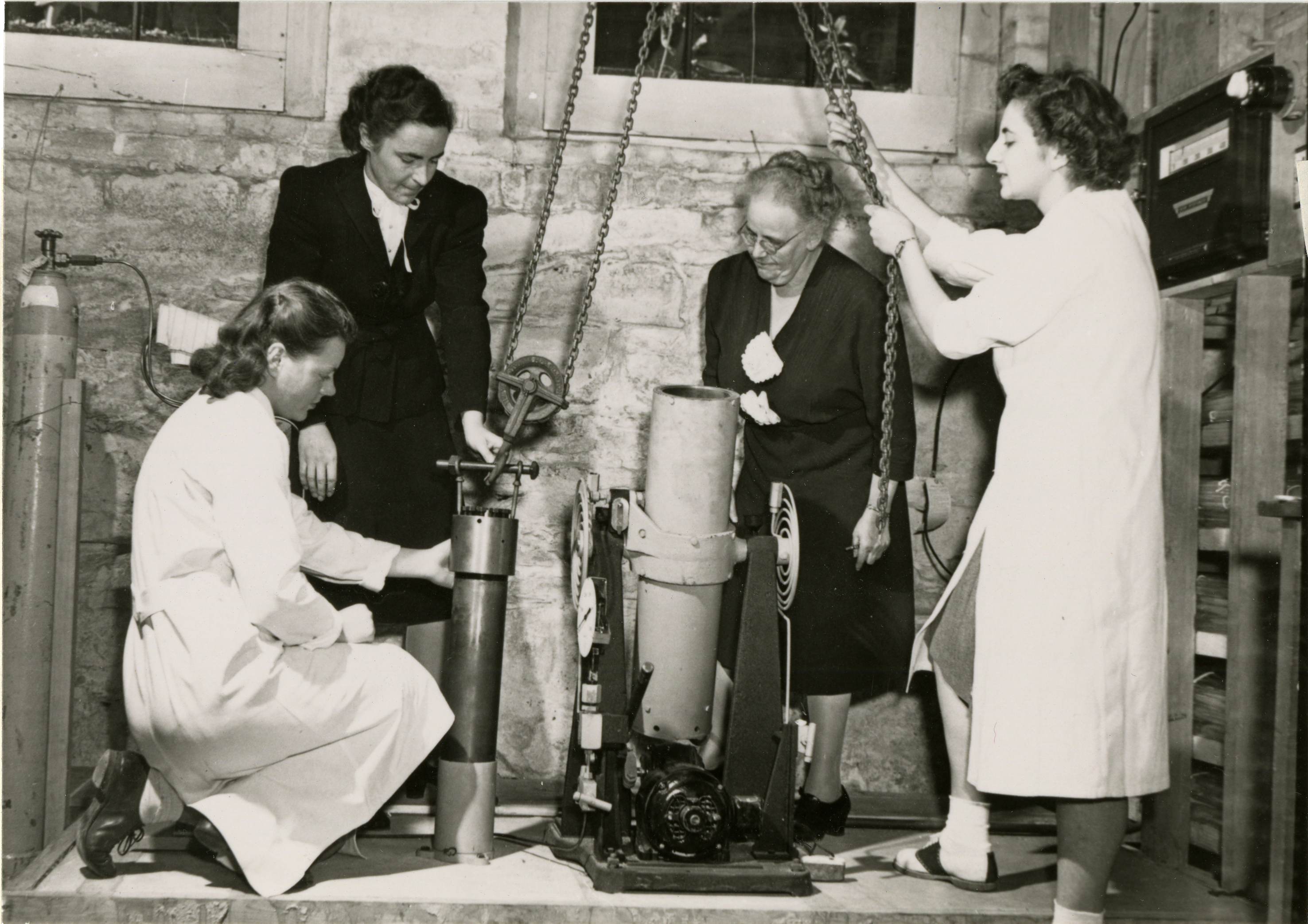
Foto der Chemikerinnen Kathleen Zier, Anna Jane Harrison, Mary Sherrill, Marie Mercury, 1947

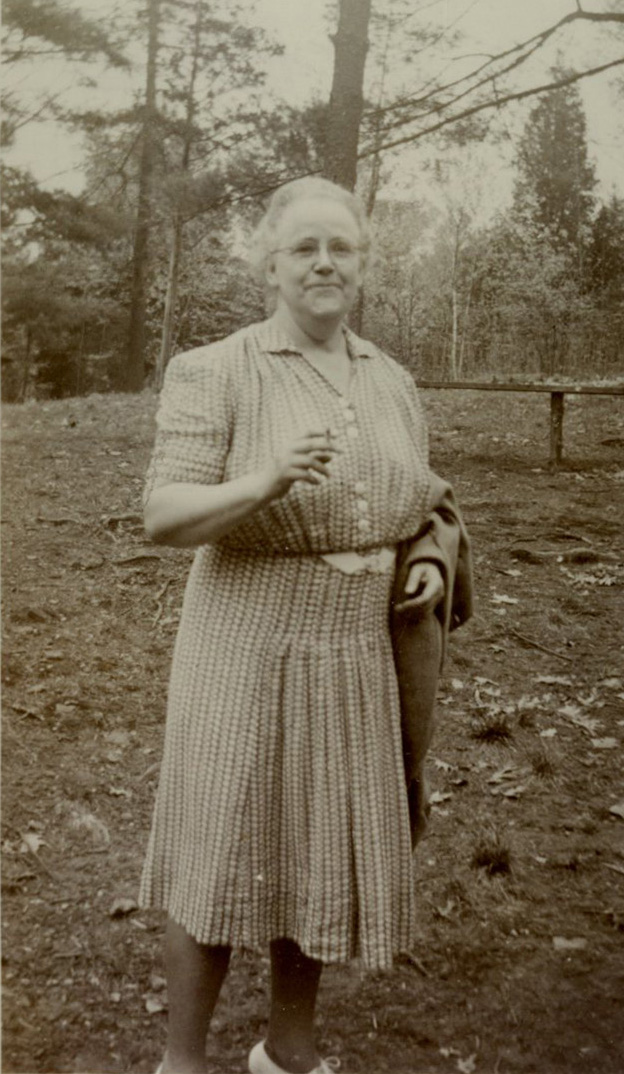
Mary Lura Sherrill, 1945

 Mary Lura Sherrill (* 14. Juli 1888 in Salisbury, North Carolina; † 27. Oktober 1968 in High Point, North Carolina) war eine US-amerikanische Chemikerin und Hochschullehrerin.

## Leben und Werk
Sherrill war das jüngste von sieben Kindern von Sarah Ramseur Bost Sherrill und Miles Osborne Sherrill. Sie wurde an öffentlichen Schulen in North Carolina ausgebildet und studierte Chemie am Randolph-Macon Women’s College, wo sie 1909 einen Bachelor of Arts erhielt. Sie arbeitete dann während ihres weiteren Studiums bis 1916 als Assistentin in Chemie am Randolph-Macon Woman’s College und erwarb 1911 ihren Master-Abschluss in Physik. Während des akademischen Jahres 1916 bis 1917 studierte sie an der University of Chicago.  Von 1917 bis 1920 studierte sie im Sommer an der University of Chicago und unterrichtete im Winter am Randolph-Macon Woman’s College. Sie arbeitete dort von 1917 bis 1918 als Adjunct Professorin und von 1918 bis 1920 als Associate Professorin am North Carolina College for Women.
Während des Ersten Weltkriegs gehörte sie zu einem Team von Chemikern, in dem sie sich mit der Synthese eines Gases beschäftigte, das Niesen verursacht. Sie erhielt ein Patent auf die kommerzielle Produktion und das Gas wurde zusammen mit Senf- und Tränengas als Sekundärwaffe eingesetzt. Von 1920 bis 1921 arbeitete sie als wissenschaftliche Mitarbeiterin für den Chemical Warfare Service (CWS).

## Forschung am Mount Holyoke College
Nach dem Krieg forschte sie von 1921 bis 1923 als wissenschaftliche Assistentin bei der Vorsitzenden der Chemieabteilung am Mount Holyoke College, Emma P. Carr. 1923 promovierte sie bei Julius Stieglitz an der University of Chicago. Im Rahmen ihrer Promotion erforschte sie die Synthese von Barbituraten und die Methoden zur Synthese von Estern der Methylendisalicylsäure.
1924 wurde sie zur Associate Professorin für Chemie und 1931 zur Professorin am Mount Holyoke College befördert. Die Chemieabteilung am Mount Holyoke College war als eine Forschungsgruppe organisiert, in der Dozenten, Masterstudenten und Studenten zusammenarbeiteten. Sherrill arbeitete auf dem Gebiet der Synthese und Reinigung organischer Verbindungen zur Vorbereitung auf spektroskopische Untersuchungen. Sie arbeitete zunächst mit einem Fery-Spektrographen, nach 1926 mit einem Hilger-Quarz-Spektrographen und nach 1930 mit einem Fluorit-Prismen-Spektrographen. Später erhielt das Labor zwei Beckman-Spektrophotometer.
Von 1928 bis 1929 erhielt sie ein Stipendium, um neue Reinigungstechniken zu studieren, die im Ausland verwendet wurden. Sie besuchte Jacques Errera in Brüssel und Johannes Diderik van der Waals in Amsterdam. 1936 studierte sie in Brüssel, in Oxford und an der Universität Wien.
Während des Zweiten Weltkriegs leitete sie die Forschung am Mount Holyoke College für das Office of Scientific Research and Development zu Antimalariamitteln und arbeitete dort mit Carr, Mary Mercury Roth, Eleanor Anderson und Jean Crawford. Da es schwierig war, Chinin zur Behandlung von Malaria zu erhalten, war die Suche nach alternativen Behandlungsmethoden für Malaria ein wichtiges Arbeitsgebiet.
1946 wurde sie Chair des Departement of Chemistry. Sie lebte, arbeitete und reiste zusammen mit Carr.
Sie veröffentlichte zu einer Vielzahl von Themen, darunter Herstellung und Identifizierung chemischer Derivate, Isomerie, Ringverbindungen, Dipolmomente und molekulare Konstitution, Pentene, Heptene, Methylbuten- und Chinazolin-Derivate.
Sie war Mitglied der American Chemical Society und war Sekretärin, Vorsitzende und Ratsmitglied der Connecticut Valley Section.
Sie beendete 1954 ihre Lehrtätigkeit am Mount Holyoke College und lebte dann bis 1961 in South Hadley.

## Ehrungen
- 1947 bekam sie die Garvan-Olin-Medaille verliehen. Neben Carr (1937) und Lucy Weston Pickett (1957) war sie eine von drei Frauen aus ihrer Forschungsgruppe am Mount Holyoke College, die unabhängig voneinander mit dem Preis ausgezeichnet wurden.[3]
- 1957 erhielt sie zusammen mit Carr von der Northeastern Section der American Chemical Society den James Flack Norris Award for Outstanding Achievement in the Teaching of Chemistry.

## Veröffentlichungen (Auswahl)
- mit Eleanor P. Anderson und Jean V. Crawford: Synthesis of 1-Diethylamino-5-aminohexane. In: Journal of the American Chemical Society. Band 68, Nr. 7, 1046, S. 1294–1296.
- The relation of research to teaching in a liberal arts college. In: Journal of Chemical Education. Band 25, Nr. 9, 1948, S. 512.[4]